# 郭一裕
郭一裕（?—?），清朝湖北漢陽人。
雍正初年，以買官擔任知县，擔任江南清河知县。不久迁任山西知府。乾隆年間，擢拔為云南巡抚。乾隆二十二年，一裕向云贵总督恒文建議製造一金炉上贡，恒文不敢不答应。恒文派人前往民間，以贱价收购黄金，“私饱已囊，篮簋不饬。”。郭一裕乃疏劾恆文贪污，列款五罪。乾隆下令刑部尚书刘统勋與贵州巡抚定長审查，證實情節屬實。皇帝赐恒文自尽，郭一裕被发往军台，云南布政使、云南按察使一并被革职，史稱金爐案。後，准以输金赎罪，授河南按察使。

## 延伸阅读
[在维基数据编辑]
 《清史稿/卷339》，出自趙爾巽《清史稿》